# صندلی گهواره‌ای

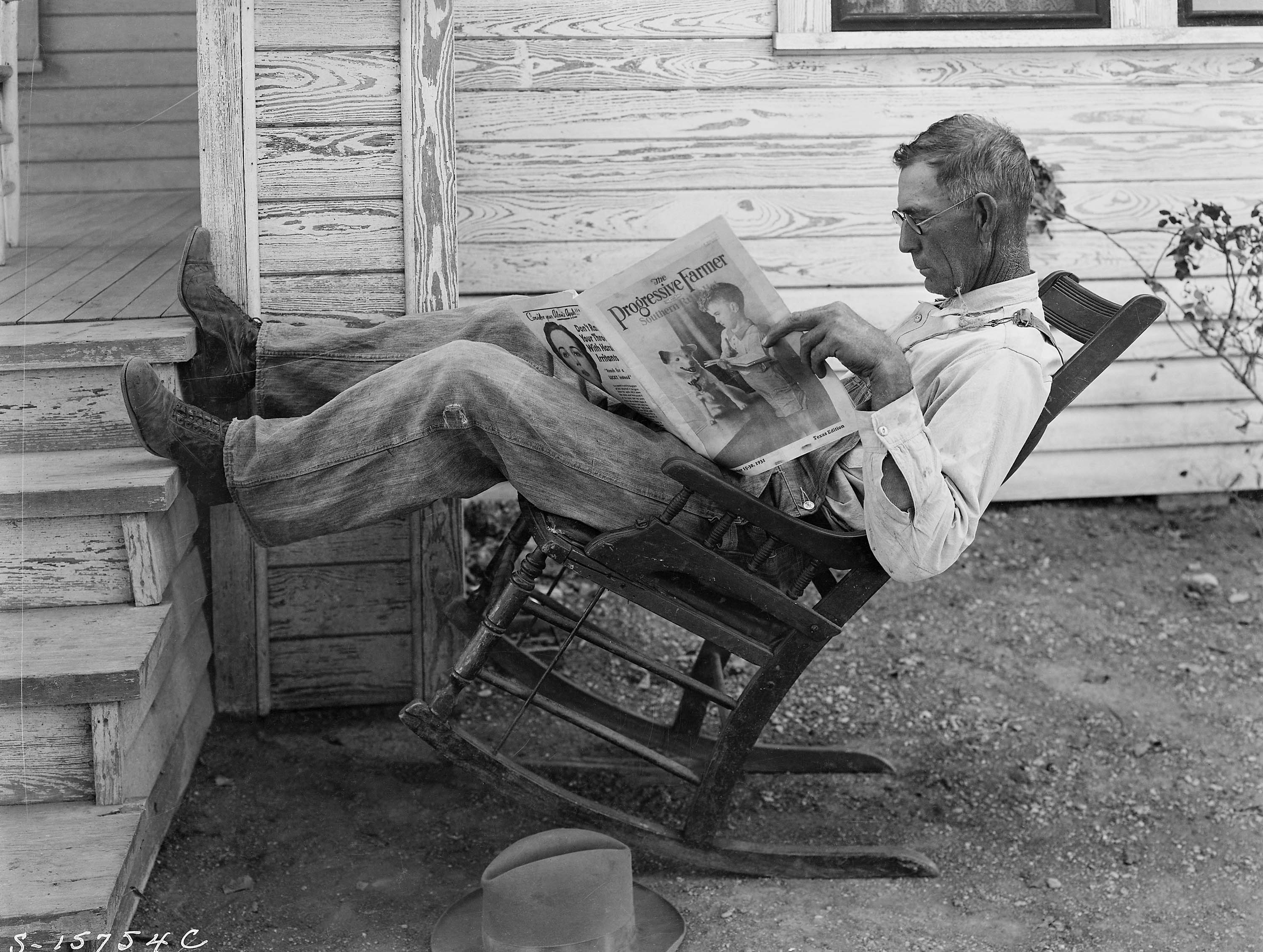
تصویری از یک مزرعه‌دار در حالی که بر روی صندلی گهواره‌ای لم داده‌است و روزنامه می‌خواند.

صندلی گهواره‌ای، صندلی ننویی یا صندلی راک نوعی صندلی است که دو غلتانک دارد که به پایین پایه‌های صندلی متصل شده‌اند و پایه‌های جلویی و عقبی را به یکدیگر متصل می‌کنند. غلتانک‌ها تنها در دو نقطه با زمین در تماس هستند و به فردی که روی صندلی نشسته قابلیت تاب خوردن به عقب و جلو را می‌دهند. این نوع صندلی‌ها را اغلب از چوب می‌سازند. برخی صندلی‌های گهواره‌ای تاشو هستند.

## تاریخچه
هرچند اختراع صندلی گهواره‌ای را گاهی به بنجامین فرانکلین نسبت می‌دهند، اما مورخان معتقدند که این صندلی در آمریکای شمالی و در اوایل قرن هجدهم استفاده می‌شده‌است؛ یعنی زمانی که فرانکلین تنها یک کودک بوده‌است. لغت «Rocking chair» در سال ۱۷۸۷ به لغتنامه آکسفورد اضافه شد. شیکرزهای آمریکایی به طراحی و ساخت مبلمانی ساده و کاربردی مشهور بودند و در نتیجه طراحی صندلی راک را تکمیل و بهترین‌های این صندلی را خلق کردند.
صندلی‌های راک انواع مختلف و کاربردهای متفاوتی نیز به مرور زمان یافته‌اند؛ به عنوان مثال صندلی‌های راک در فضای باز نیز برای اولین بار در سال ۱۷۲۵ در انگلستان مورد استفاده قرار گرفت. ظاهر شد. صندلی راک وینزور با تکیه گاهی دوکی شکل و ساختاری شبیه به قفس پرنده طراحی شده بود. صندلی راک بوستون نوع دیگری از صندلی راک وینزور بود که در حدود ۱۸۴۰ و در نیواینگلند به عنوان اولین صندلی راک ماشینی و تولید انبوه به بازار آمد.

## کاربرد صندلی راک در طراحی داخلی
صندلی راک یکی از آن مبلمان‌ها و آیتم‌ها در طراحی داخلی است که همیشه مد روز هستند. با اینکه بیش از ۲۰۰ سال از طراحی و اختراع آن می‌گذرد ولی هنوز هم از مبلمان‌های محبوب و خواستنی است. صندلی راک یا گهواره‌ای مدرن و راحتی که امروزه در طراحی داخلی بیشتر استفاده می‌شود، بر اساس طراحی‌های چارلز و ری ایمز ساخته شده‌اند. صندلی‌هایی با نشیمن پلاستیکی و اسکلت فلزی باریک، که به راحتی می‌توان از آن در دکوراسیون داخلی و مسکونی مدرن امروزی استفاده کرد.

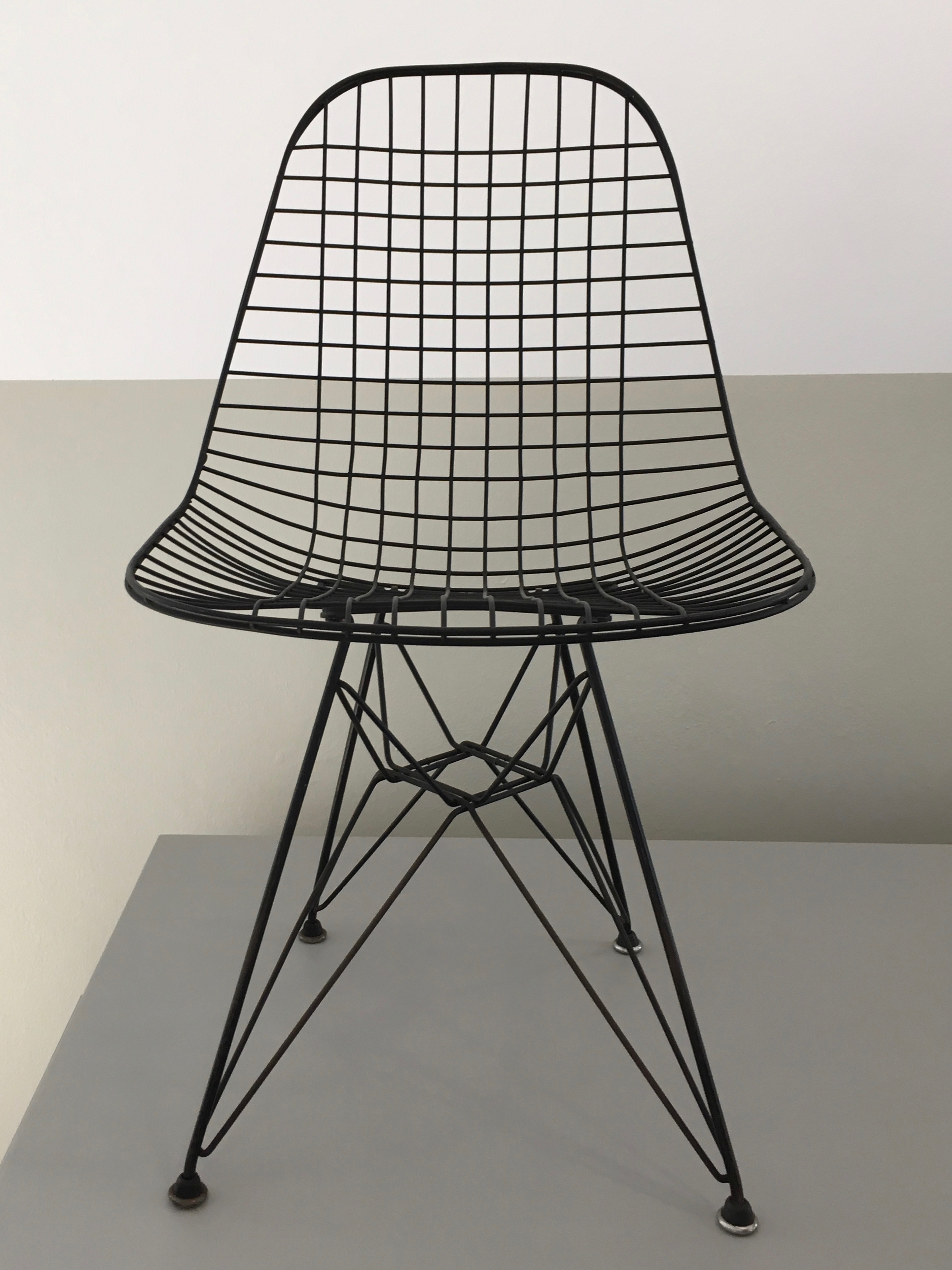
یکی از صندلی‌هایی طراحی شده توسط چارلز و ری ایمز

## کاربرد صندلی راک در فضاهای مختلف
- اتاق خواب
- اتاق نشیمن
- تراس
- اتاق کار
- اتاق نوزاد